# 孟德爾矛麗魚
孟德爾矛麗魚，為輻鰭魚綱鱸形目隆頭魚亞目慈鯛科的其中一種，分布於南美洲巴拉圭的淡水流域，體長可達11.5公分，棲息溪流中底層水域，生活習性不明。

## 擴展閱讀
維基物種上的相關：孟德爾矛麗魚